# Цинзов, Веселин
Веселин Цинзов (болг. Веселин Цинзов; род. 29 июля 1986 года, Самоков) — болгарский лыжник, участник Олимпийских игр в Ванкувере. 
В Кубке мира Цинзов дебютировал в 2007 году, в январе 2010 года единственный раз в карьере попал в тридцатку лучших на этапе Кубка мира, в дуатлоне на 30 км на этапе в Рыбинске. Лучшим достижением Цинзова в общем итоговом зачёте Кубка мира является 156-е место в сезоне 2009/10.  
На Олимпиаде-2010 в Ванкувере стартовал в двух гонках, 15 км свободным стилем — 50-е место, дуатлон 15+15 км — не финишировал.
За свою карьеру принимал участие в четырёх чемпионатах мира, лучший результат 22-е место в командном спринте на чемпионате 2005 года, а в личных гонках 41-е место в масс-старте на 50 км свободным ходом на чемпионате 2009 года.
Выступает на лыжах производства фирмы Fischer.